# Zleszyn
Zleszyn – wieś w Polsce, położona w województwie łódzkim, w powiecie kutnowskim, w gminie Bedlno.
| SIMC    | Nazwa        | Rodzaj    |
| ------- | ------------ | --------- |
| 0559463 | Cieplice     | część wsi |
| 1038714 | Nowy Zleszyn | część wsi |
| 0559470 | Odolinek     | część wsi |

W latach 1975–1998 wieś administracyjnie należała do województwa płockiego.